# Pectinia maxima
Pectinia maxima là một loài san hô trong họ Pectiniidae. Loài này được Moll and Borel Best mô tả khoa học năm 1984.